# Franz Eckstein
Franz Gregor Ignaz Eckstein (ur. ok. 1689 w Židovicach k. Žatca na Morawach, zm. 1741 we Lwowie) – czeski malarz, specjalizujący się w malarstwie monumentalnym. 

## Życiorys
Mieszkał w Brnie, malarstwa uczył się najpierw w Rzymie, a później u Michaela Halbaxa w jego praskiej pracowni. Od ok. 1711 r. mieszkał w Brnie, malując głównie freski w kościołach, zarówno w tym mieście (kościół Minorytów), jak i w innych ośrodkach Moraw (m.in. freski na sklepieniach cysterskiej świątyni w Velehradzie w 1712 oraz opawskich świątyń dominikanów i jezuitów). Oprócz malowideł sakralnych wykonywał także freski w budowlach świeckich, m.in. w zamku w Miloticach (1725) i brneńskim ratuszu (1732), a czasami malował obrazy ołtarzowe. Pracował też na Śląsku, zdobiąc freskami kaplicę pałacu w Krowiarkach. 
W 1727 roku przybył do Krakowa, gdzie do roku 1733 tworzył malowidła w kościele Przemienienia Pańskiego. W jego pracowni kształcił się Andrzej Radwański. Później na jakiś czas opuścił Polskę, ale przed 1740 przyjechał do Lwowa, gdzie namalował na zlecenie Jezuitów kilka fresków w ich świątyni i akademii. Z powodu jego zgonu, pozostałe zamówione u artysty freski w tym kościele zlecono synowi Franza, Sebastianowi. 

## Polichromie w kościele Przemienienia Pańskiego

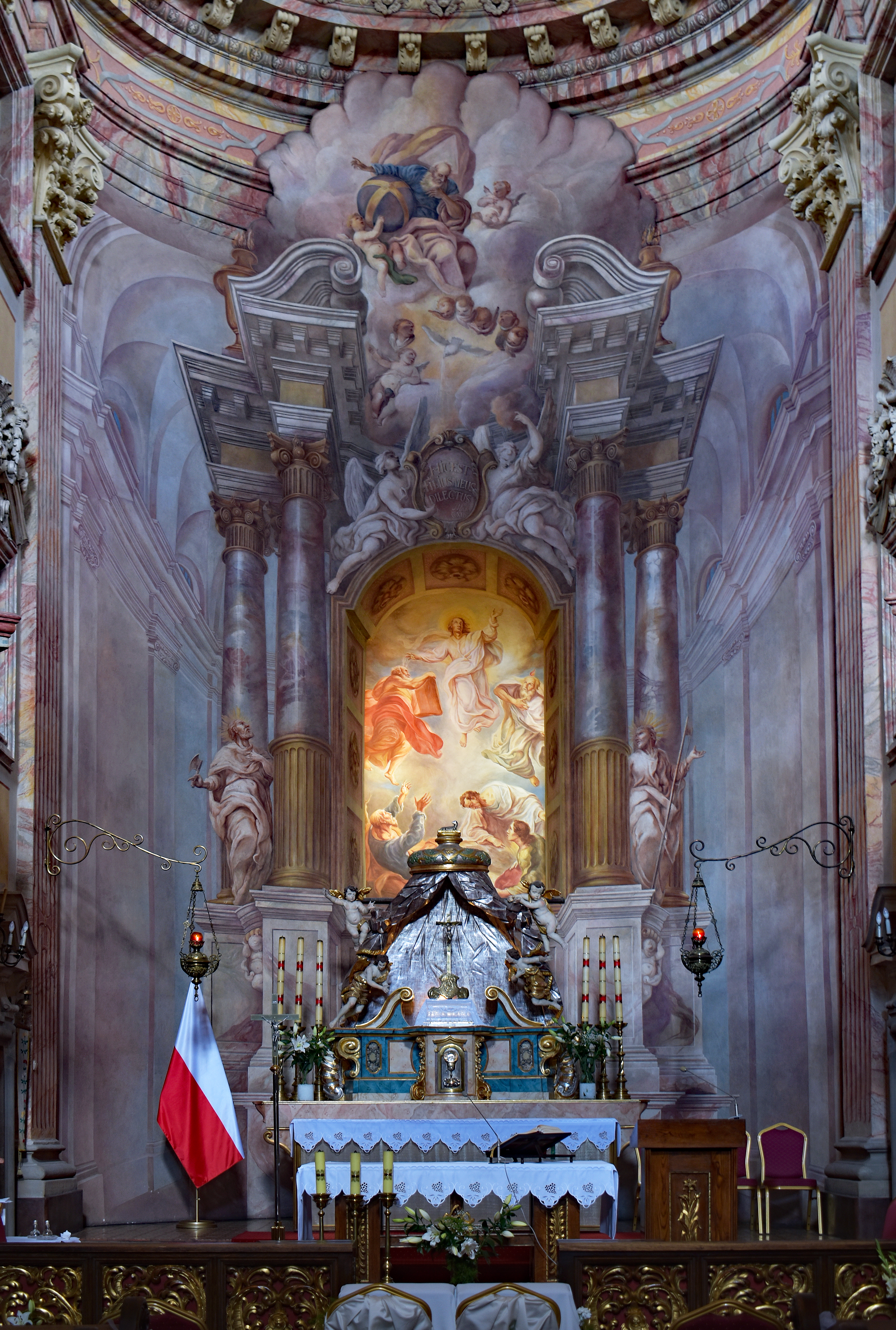
Główny ołtarz.
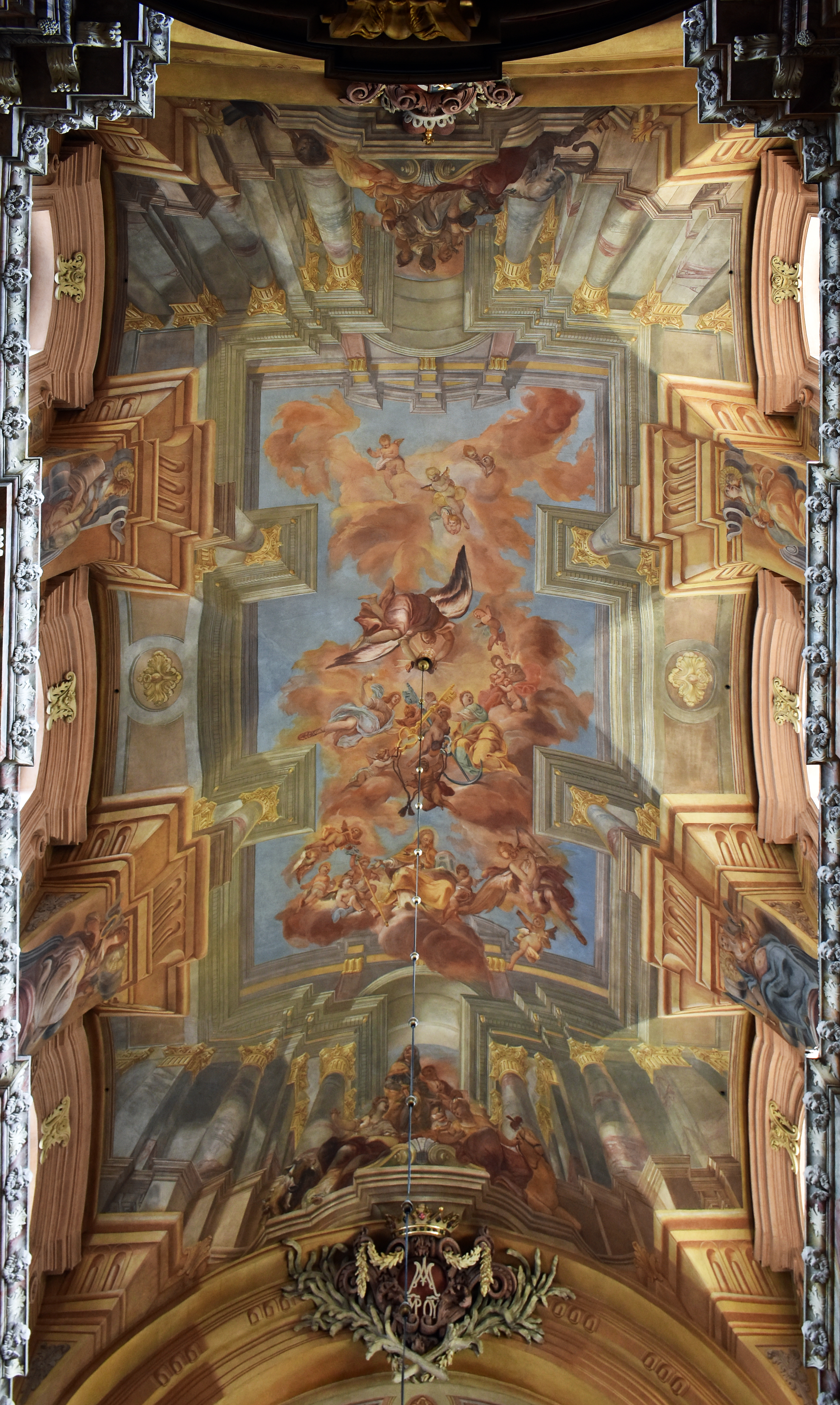
Sklepienie.